# Kenneth Lee
Kenneth Rankin Lee (Lubbock, Texas, 25 de noviembre de 1926-Trinidad, 7 de marzo de 1999), conocido como El Gringo, fue un arqueólogo y profesor estadounidense nacionalizado boliviano, conocido por su trabajo y descubrimientos en el departamento del Beni.
Aunque ingeniero y geólogo de profesión, dedicó gran parte de su vida al estudio de la antigua precolombina cultura hidráulica de las lomasen los llanos amazónicos de Moxos, ahora pertenecientes al departamento del Beni de Bolivia.
Muy prolífico en sus descubrimientos y generoso en su divulgación, Kenneth Lee, dejó sin embargo solo pocos escritos así que sus descubrimientos y teorías sobre el desenvolvimiento de las culturas amazónicas de estas sabanas, son divulgados por sus alumnos, principalmente bolivianos. 
El Museo Arqueológico del Beni, situado en Trinidad, y la Reserva Científica, Ecológica y Arqueológica Kenneth Lee llevan su nombre